# Days of Pearly Spencer
"Days of Pearly Spencer" (in heruitgaven ook aangeduid als "The Days of Pearly Spencer") is een nummer van de Britse singer-songwriter David McWilliams uit 1967.
Het nummer is afkomstig van zijn tweede album David McWilliams Vol. 2 uit dat jaar. Voor zijn album Working for the Government uit 1987 nam McWilliams het nummer opnieuw, met nieuwe arrangementen, op.
De originele opname werd geproduceerd door Mike Leander, die ook verantwoordelijk was voor de orkestrale arrangementen. Leander had eerder de arrangementen van She's Leaving Home van The Beatles en As Tears Go By van Marianne Faithfull verzorgd en McWilliams zocht voor zijn nummer iets gelijksoortigs. Een deel van de vocalen van McWilliams is opgenomen via een telefoonverbinding vanuit een telefooncel nabij de opnamestudio, om zo een bandfilter-geluidseffect te krijgen.
Het nummer werd uitgebracht op single als B-kant van "Harlem Lady" door het platenlabel Major Minor Records. De eigenaar van dat label, Phil Solomon, was mede-eigenaar van de Britse zeezender Radio Caroline. Hij zorgde ervoor dat het nummer, ondanks dat het een B-kant was, veel airplay kreeg op deze zender. Hierdoor, en door een agressieve advertentiecampagne, kreeg het nummer veel bekendheid. Vanwege de link met zeezender Caroline weigerde BBC Radio echter het nummer te spelen, waardoor het in het Verenigd Koninkrijk ook niet de hitlijsten wist te halen.
In andere, met name Europese, landen was dit wel het geval. In Nederland haalde het de achtste plek in de Top 40 en de zesde plek in de Parool Top 20. In de Belgische Ultratop 50 werd ook de top 10 gehaald, zowel in Vlaanderen (#10) als Wallonië (#2). In Frankrijk werd de nummer-1 positie behaald. Ook in Zwitserland, Italië en Australië werd het een top 40-hit.

## NPO Radio 2 Top 2000
| Nummer met noteringen in de NPO Radio 2 Top 2000 | '99  | '00  | '01  | '02  | '03  | '04  | '05  |
| ------------------------------------------------ | ---- | ---- | ---- | ---- | ---- | ---- | ---- |
| Days of Pearly Spencer                           | 1606 | 1593 | 1366 | 1778 | 1697 | 1878 | 1930 |

1. ↑  Een vetgedrukt getal geeft de hoogste notering aan.
2. ↑  Deze tabel is bijgewerkt tot en met de laatste editie (2024).

## Coverversies
In 1992 nam de Britse zanger Marc Almond een cover op van het nummer voor zijn album Tenement Symphony. Voor deze versie schreef hij een aanvullend couplet en de muziekstijl was minder somber dan het origineel. Deze versie haalde de top 10 in de UK Singles Chart (#4) en Ierse hitlijst (#8) en de top 40 in Oostenrijk, Vlaanderen, Duitsland en Zweden.
Het nummer is ook opgenomen door Franck Pourcel, Caterina Caselli (in een Italiaanse versie getiteld "Il Volto Della Vita"), The Grass Roots, Ana Belén (in een Spaanse versie getiteld "Vuelo Blanco de Gaviota") en Frank Alamo (in een Franse versie getiteld "Je Connais une Chanson").
In 2025 coverde de Nederlandse band Johan het nummer en brachten ze het uit als single.